# Маріано I (юдик Арбореї)
Маріано I (італ. Mariano I; д/н — 1070) — 3-й юдик (володар) Арборейського юдикату в 1060—1070 роках.

## Життєпис
Походив з династії Лакон-Гунале. Син Торхіторіо Баризона, юдика Арбореї і Торресу, та Преціози де Оррубу. Дата народження невідома. У 1060 році отримав від батька в панування Арбореї. Про його діяльність замало відомостей. Ймовірно все ж загальне керівництво продовжував здійснювати Торхіторіо Баризон.
Помер Маріано I 1070 року. За допомогою Торхіторіо Баризона влада в Арбореї перейшла до сина померлого Орцокко I.

## Родина
- Орцокко (д/н—1100), юдик Арбореї
- донька, дружина представника роду Орру